# Енріко Дзаноні
Енріко Дзаноні (італ. Enrico Zanoni; Мілан, 1948 — Мілан, 1868) — італійський архітектор, відомий своїми роботами в стилі Ар-нуво.

## Біографія
Енріко Дзаноні народився в Мілані в 1948 році та помер у цьому ж місті в 1868 році. Він був одним з улюблених учнів Камілло Бойто. Дзаноні здобув визнання за свій внесок в архітектуру стилю Ар-нуво в Мілані, часто співпрацюючи з художником Алессандро Маццукотеллі, який спеціалізувався на кованому залізі.

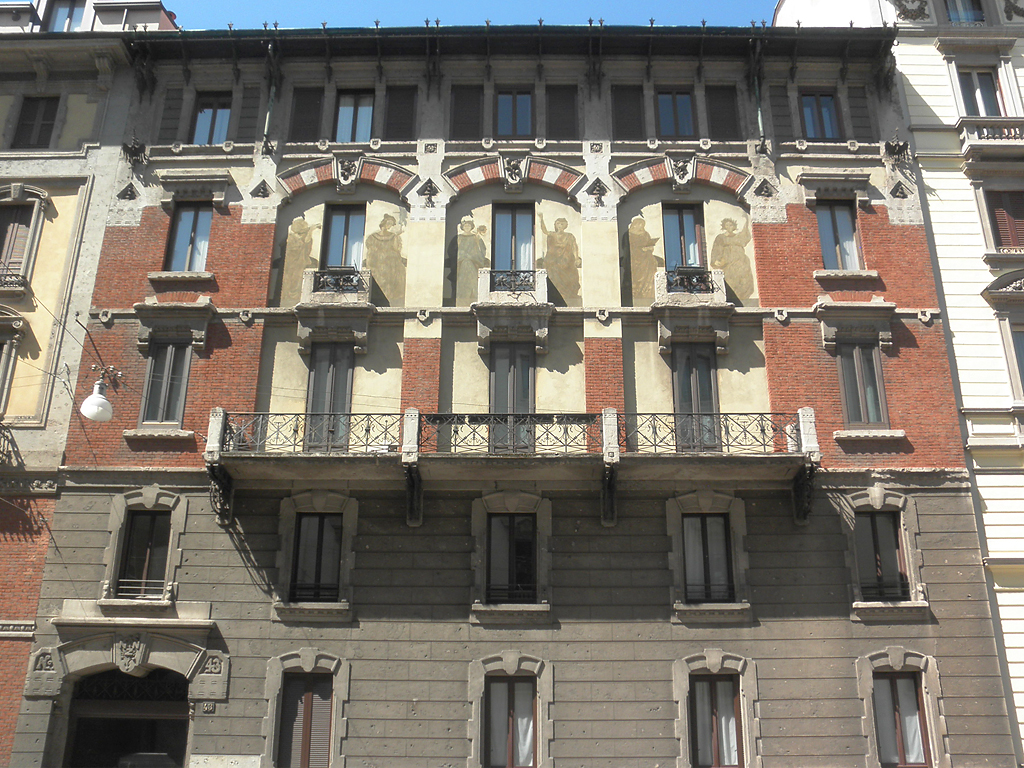

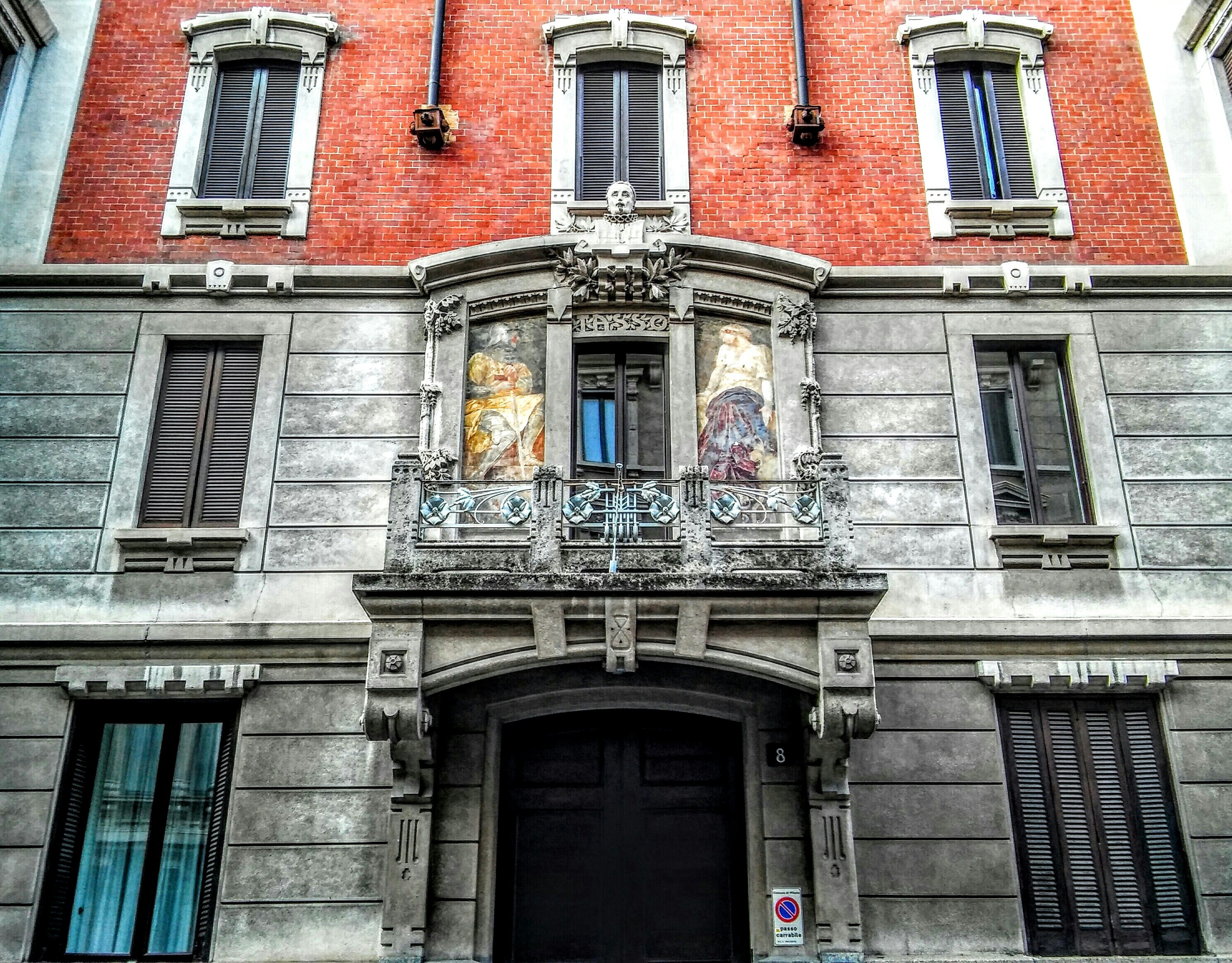

## Основні роботи
- Casa del Gatto Nero, Corso Monforte 43, Мілан, побудований у 1889 році в співпраці з Алессандро Маццукотеллі. Ця будівля відзначається інноваційним використанням кольорових контрастів та художніми оздобленнями.
- Casa Cavenago, Corso Lodi 11 (Porta Romana), Мілан, завершений у 1887 році. Будівля вирізняється стилем Арт-нуво та виразним використанням матеріалів.
- Palazzo Palazzo Mazzucotelli, Viale Bligny 60 (Porta Vigentina), Мілан, побудований у 1886 році в співпраці з Алессандро Маццукотеллі. Ця будівля є яскравим прикладом стилю Арт-нуво.
- Casa Donzelli, Via Torquato Tasso 8 (Porta Magenta), Мілан. (1912)
- via Burlamacchi 3 (Porta Romana), Мілан, у співпраці з Алессандро Маццукотеллі та художником Освальдо Бініаімі (1856—1936), 1860
- Villa Ida Lampugnani-Gajo Parabiago

## Співпраця
Дзаноні часто співпрацював з Алессандро Маццукотеллі, художником, відомим своїми роботами з кованого заліза. Їхня спільна робота призвела до створення значних архітектурних проектів, що відзначаються унікальними декоративними деталями та інноваційним підходом.